# لادبن اسفندیاری
لادبن اسفندیاری (سابقاً رضا) (متولد ۱۲۸۰، یوش، مازندران) مبارز و فعال سیاسی ایرانی بود. از نخستین اعضای حزب عدالت بود.

## اوان زندگی
او برادر کوچک نیما یوشیج بود و به همراهش برای ادامه تحصیل از یوش به تهران رفت. لادبن و برادرش با تربیتی مدرن و دیدگاهی امروزین پرورش یافتند و در جوانی به کاروان تجددخواهی ایران پیوستند. بر خلاف نیما، لادبن پس از دوره تحصیلات راه سیاست را در پیش گرفت.

## نهضت جنگل
او که از اعضای حزب عدالت بود به همراه برخی دیگر از اعضای آن پس از آغاز نهضت جنگل به آن پیوست. در نهضت جنگل لادبن با همراهی افرادی چون عبد الحسین حسابی و ابو القاسم ذره به فعالیت‌های فرهنگی پرداخت. لادبن روزنامه ایران سرخ را به عنوان ارگان کمیساریای دولت انقلابی جمهوری گیلان منتشر کرد. برادرش نیما هم در انتشار این روزنامه با او همکاری می‌کرد. با شکست جمهوری گیلان او به همراه جمعی دیگر در آبان ۱۳۰۰ شمسی بندر انزلی را به مقصد شوروی ترک کرد.
لادبن پس از حضور دوباره در ایران در سال ۱۳۱۰ کتاب علل عمومی بحران اقتصادی دنیا را در چاپخانهٔ باقرزاده تهران منتشر کرد. بر اساس برخی منابع تاریخی لادبن به منظور تحقیق دربارهٔ حزب کمونیست ایران در فاصله سال‌های ۱۳۰۶–۱۳۱۰ به ایران آمد.
با استقرار حکومت پهلوی، دستگاه امنیتی به هیچ صدای مخالفی مجال بروز نمی‌داد و به هر حرکت ناوابسته به حکومت، بدگمان بود. با تصویب قانون «منع فعالیت اشتراکی» معروف به «قانون سیاه»، که در سال ۱۳۱۰ به اطلاع عموم رسید، بسیاری از منتقدان تحت تعقیب قرار گرفتند و به حبس افتادند. لادبن اسفندیاری زندگی مخفیانه در پیش گرفت و سپس ناگزیر به ترک کشور شد. نیما برادر خود را تا مرز آستارا بدرقه کرد و پیش از عبور به خاک شوروی او را برای آخرین بار در آغوش گرفت. لادبن اسفندیاری در تصفیه‌های استالین کشته شد.